# فهرست پرفروش‌ترین فیلم‌های پویانمایی دهه ۱۹۹۰
این فهرستی از پرفروش‌ترین فیلم‌های پویانمایی دهه ۱۹۹۰ است.

## پرفروش‌ترین فیلم‌های انیمیشن دهه ۱۹۹۰
والت دیزنی انیمیشن با ۱۰ فیلم، بیشترین تعداد انیمیشن را در دههٔ ۱۹۹۰ منتشر کرد. ارقام به دلار آمریکا داده شده‌اند.
| ۵۰ برترین |                                                 |                  |                                                                |                                               |              |      |        |
| رتبه      | عنوان                                           | کشور             | استودیو                                                        | پخش‌کننده                                      | ناخالص جهانی | سال  | Ref    |
| ۱         | شیرشاه                                          | آمریکا           | والت دیزنی پیکچرز، استودیو انیمیشن والت دیزنی                  | استودیو سینمایی والت دیزنی                    | $۹۶۸٬۴۸۳٬۷۷۷ | ۱۹۹۴ | [ ۱ ]  |
| ۲         | علاءالدین                                       | آمریکا           | والت دیزنی پیکچرز، استودیو انیمیشن والت دیزنی                  | استودیو سینمایی والت دیزنی                    | $۵۰۴٬۰۵۰٬۲۱۹ | ۱۹۹۲ | [ ۲ ]  |
| ۳         | داستان اسباب‌بازی ۲                              | آمریکا           | والت دیزنی پیکچرز، پیکسار                                      | استودیو سینمایی والت دیزنی                    | $۴۹۷٬۳۶۶٬۸۶۹ | ۱۹۹۹ | [ ۳ ]  |
| ۴         | تارزان                                          | آمریکا           | والت دیزنی پیکچرز، استودیو انیمیشن والت دیزنی                  | استودیو سینمایی والت دیزنی                    | $۴۴۸٬۱۹۱٬۸۱۹ | ۱۹۹۹ | [ ۴ ]  |
| ۵         | دیو و دلبر                                      | آمریکا           | والت دیزنی پیکچرز، استودیو انیمیشن والت دیزنی                  | استودیو سینمایی والت دیزنی                    | $۴۲۴٬۹۶۷٬۶۲۰ | ۱۹۹۱ | [ ۵ ]  |
| ۶         | داستان اسباب‌بازی                                | آمریکا           | والت دیزنی پیکچرز، پیکسار                                      | استودیو سینمایی والت دیزنی                    | $۳۷۳٬۵۵۴٬۰۳۳ | ۱۹۹۵ | [ ۶ ]  |
| ۷         | زندگی یک حشره                                   | آمریکا           | والت دیزنی پیکچرز، پیکسار                                      | استودیو سینمایی والت دیزنی                    | $۳۶۳٬۳۹۸٬۵۶۵ | ۱۹۹۸ | [ ۷ ]  |
| ۸         | پوکاهانتس                                       | آمریکا           | والت دیزنی پیکچرز، استودیو انیمیشن والت دیزنی                  | استودیو سینمایی والت دیزنی                    | $۳۴۶٬۰۷۹٬۷۷۳ | ۱۹۹۵ | [ ۸ ]  |
| ۹         | گوژپشت نتردام                                   | آمریکا           | والت دیزنی پیکچرز، استودیو انیمیشن والت دیزنی                  | استودیو سینمایی والت دیزنی                    | $۳۲۵٬۳۳۸٬۸۵۱ | ۱۹۹۶ | [ ۹ ]  |
| ۱۰        | مولان                                           | آمریکا           | والت دیزنی پیکچرز، استودیو انیمیشن والت دیزنی                  | استودیو سینمایی والت دیزنی                    | $۳۰۴٬۳۲۰٬۲۵۴ | ۱۹۹۸ | [ ۷ ]  |
| ۱۱        | هرکول                                           | آمریکا           | والت دیزنی پیکچرز، استودیو انیمیشن والت دیزنی                  | استودیو سینمایی والت دیزنی                    | $۲۵۲٬۷۱۲٬۱۰۱ | ۱۹۹۷ | [ ۱۰ ] |
| ۱۲        | شاهزاده مصر                                     | آمریکا           | دریم‌ورکس انیمیشن                                               | دریم‌ورکس                                      | $۲۱۸٬۶۱۳٬۱۸۸ | ۱۹۹۸ | [ ۱۱ ] |
| ۱۳        | مورچه‌ای به نام زی                               | آمریکا           | دریم‌ورکس انیمیشن، پی‌دی‌آی                                       | دریم‌ورکس                                      | $۱۷۱٬۷۵۷٬۸۶۳ | ۱۹۹۸ | [ ۱۲ ] |
| ۱۴        | پوکمون: اولین فیلم                              | ژاپن             | اوال‌ام                                                         | توهو                                          | $۱۶۳٬۶۴۴٬۶۶۲ | ۱۹۹۸ | [ ۱۳ ] |
| ۱۵        | شاهزاده مونونوکه                                | ژاپن             | استودیو جیبلی                                                  | توکوما شوتن                                   | $۱۵۹٬۳۷۵٬۳۰۸ | ۱۹۹۷ | [ ۱۴ ] |
| ۱۶        | فیلم روگراتز                                    | آمریکا           | پارامونت انیمیشن، نیکلودئون موویز، کلاسکای ساپو                | پارامونت پیکچرز                               | $۱۴۰٬۸۹۴٬۶۷۵ | ۱۹۹۸ | [ ۱۵ ] |
| ۱۷        | آناستازیا                                       | آمریکا           | انیمیشن فاکس قرن بیستم                                         | استودیو قرن بیستم                             | $۱۳۹٬۸۰۴٬۳۴۸ | ۱۹۹۷ | [ ۱۶ ] |
| ۱۸        | پوکمون: فیلم ۲۰۰۰                               | ژاپن             | اوال‌ام                                                         | توهو                                          | $۱۳۳٬۹۴۹٬۲۷۰ | ۱۹۹۹ | [ ۱۷ ] |
| ۱۹        | فانتازیا ۲۰۰۰                                   | آمریکا           | والت دیزنی پیکچرز، استودیو انیمیشن والت دیزنی                  | استودیو سینمایی والت دیزنی                    | $۹۰٬۸۷۴٬۵۷۰  | ۱۹۹۹ | [ ۱۸ ] |
| ۲۰        | ساوت پارک: گنده‌تر، درازتر و بریده‌نشده           | آمریکا           | فیلم‌های کمدی سنترال، اسکات رودین                               | پارامونت پیکچرز                               | $۸۳٬۱۳۷٬۶۰۳  | ۱۹۹۹ | [ ۱۹ ] |
| ۲۱        | کابوس قبل از کریسمس                             | آمریکا           | والت دیزنی پیکچرز، اسکلینگتون پروداکشنز                        | استودیو سینمایی والت دیزنی                    | $۸۱٬۸۷۷٬۰۶۹  | ۱۹۹۳ | [ ۲۰ ] |
| ۲۱        | بیویس و بات-هد دو آمریکا                        | آمریکا           | پارامونت انیمیشن، ام‌تی‌وی فیلمز، گفن پیکچرز                     | پارامونت پیکچرز                               | $۶۳٬۱۱۸٬۳۸۶  | ۱۹۹۶ | [ ۲۱ ] |
| ۲۳        | امدادگران: مأموریت زیرزمینی                     | آمریکا           | والت دیزنی پیکچرز، استودیو انیمیشن والت دیزنی                  | استودیو سینمایی والت دیزنی                    | $۴۷٬۴۳۱٬۴۶۱  | ۱۹۹۰ | [ ۲۲ ] |
| ۲۴        | قصهٔ آمریکایی: فیول به غرب می‌رود                 | آمریکا           | امبلیمیشن، امبلین اینترتینمنت                                  | یونیورسال پیکچرز                              | $۴۰٬۷۶۶٬۰۴۱  | ۱۹۹۱ | .      |
| ۲۵        | جستجو برای کملوت                                | آمریکا           | گروه انیمیشن وارنر                                             | برادران وارنر پیکچرز                          | $۳۸٬۱۷۲٬۵۰۰  | ۱۹۹۸ | [ ۲۴ ] |
| ۲۶        | جیمز و هلوی غول‌پیکر                             | آمریکا، بریتانیا | والت دیزنی پیکچرز ،اسکلینگتون پروداکشنز، الید فیلم‌میکرز        | استودیو سینمایی والت دیزنی، انتشارات گلد فیلم | $۳۷٬۷۰۰٬۰۰۰  | ۱۹۹۶ | [ ۲۵ ] |
| ۲۷        | ماجرای گوفی                                     | آمریکا           | والت دیزنی پیکچرز، انیمیشن تلویزیونی دیزنی، دیزنی تون استودیوز | استودیو سینمایی والت دیزنی                    | $۳۷٬۶۰۰٬۰۰۰  | ۱۹۹۵ | [ ۲۶ ] |
| ۲۸        | زمزمه قلب                                       | ژاپن             | استودیو جیبلی                                                  | توکوما شوتن                                   | $۳۴٬۹۰۰٬۰۰۰  | ۱۹۹۵ | [ ۲۶ ] |
| ۲۹        | Werner - That's Hot                             | آلمان            | نامشخص                                                         | کنستانتین فیلم                                | $۳۴٬۱۰۰٬۰۰۰  | ۱۹۹۶ | [ ۲۵ ] |
| ۳۰        | پورکو روسو                                      | ژاپن             | استودیو جیبلی                                                  | توکوما شوتن                                   | $۳۴٬۰۰۰٬۰۰۰  | ۱۹۹۲ | [ ۲۷ ] |
| ۳۱        | فرنگولی: آخرین جنگل بارانی                      | آمریکا           | انیمیشن فاکس قرن بیستم، فای فیلمز، کرویر فیلمز                 | استودیو قرن بیستم                             | $۳۲٬۷۱۰٬۸۹۴  | ۱۹۹۲ | [ ۲۸ ] |
| ۳۲        | غول آهنی                                        | آمریکا           | گروه انیمیشن وارنر                                             | برادران وارنر پیکچرز                          | $۳۱٬۳۳۳٬۹۱۷  | ۱۹۹۹ | [ ۲۹ ] |
| ۳۳        | دراگون بال زد: سوپر سایان افسانه‌ای              | ژاپن             | توئی انیمیشن، آکیرا توریاما                                    | شرکت توئی                                     | $۳۰٬۴۰۰٬۰۰۰  | ۱۹۹۳ | [ ۳۰ ] |
| ۳۴        | پوم پوکو                                        | ژاپن             | استودیو جیبلی                                                  | توکوما شوتن                                   | $۲۷٬۲۷۵٬۷۳۰  | ۱۹۹۴ | .      |
| ۳۵        | ورنر - بینهارت!                                 | آلمان            | نامشخص                                                         | کنستانتین فیلم                                | $۲۴٬۰۰۰٬۰۰۰  | ۱۹۹۰ | [ ۳۲ ] |
| ۳۶        | دراگون بال زد: تولد دوبارهٔ فیوژن                | ژاپن             | توئی انیمیشن، آکیرا توریاما                                    | شرکت توئی                                     | $۲۲٬۷۰۰٬۰۰۰  | ۱۹۹۵ | [ ۳۳ ] |
| ۳۷        | دراگون بال زد: برولی - سکند کامینگ              | ژاپن             | توئی انیمیشن، آکیرا توریاما                                    | شرکت توئی                                     | $۲۲٬۲۰۰٬۰۰۰  | ۱۹۹۴ | [ ۳۱ ] |
| ۳۷        | دورایمون: ماجراهای بزرگ نوبیتا در دریاهای جنوبی | ژاپن             | شین-ای انیمیشن، آساتسو-دی‌کی، فوجیکو پرو                        | توهو                                          | $۲۱٬۰۱۰٬۰۰۰  | ۱۹۹۸ | [ ۳۴ ] |
| ۳۹        | دورایمون: نوبیتا و شهر مارپیچ                   | ژاپن             | شین-ای انیمیشن، آساتسو-دی‌کی، فوجیکو پرو                        | توهو                                          | $۲۱٬۰۰۰٬۰۰۰  | ۱۹۹۷ | [ ۳۵ ] |
| ۴۹        | دورایمون: نوبیتا در جهان حرکت می‌کند             | ژاپن             | شین-ای انیمیشن، آساتسو-دی‌کی، فوجیکو پرو                        | توهو                                          | $۲۰٬۹۰۰٬۰۰۰  | ۱۹۹۹ | [ ۳۶ ] |
| ۴۱        | همسایه من یامادا                                | ژاپن             | استودیو جیبلی                                                  | توکوما شوتن                                   | $۲۰٬۵۰۰٬۰۰۰  | ۱۹۹۹ | [ ۳۶ ] |
| ۴۲        | جتسون‌ها: فیلم                                   | آمریکا           | هانا-باربرا                                                    | یونیورسال پیکچرز                              | $۲۰٬۳۰۵٬۸۴۱  | ۱۹۹۰ | [ ۳۷ ] |
| ۴۳        | ماجراهای دیجیمون                                | ژاپن             | توئی انیمیشن                                                   | شرکت توئی، استودیو قرن بیستم                  | $۲۰٬۰۰۰٬۰۰۰  | ۱۹۹۹ | [ ۳۶ ] |
| ۴۴        | اولین فیلم داگ                                  | آمریکا           | والت دیزنی پیکچرز، انیمیشن تلویزیونی دیزنی، جامبو پیکچرز       | استودیو سینمایی والت دیزنی                    | $۱۹٬۴۴۰٬۰۸۹  | ۱۹۹۹ | [ ۳۸ ] |
| ۴۵        | دراگون بال زد: بازگشت کولر                      | ژاپن             | توئی انیمیشن، آکیرا توریاما                                    | شرکت توئی                                     | $۱۹٬۲۰۰٬۰۰۰  | ۱۹۹۲ | [ ۲۷ ] |
| ۴۶        | دورایمون: نوبیتا و سیارهٔ حیوانات                | ژاپن             | شین-ای انیمیشن، آساتسو-دی‌کی، فوجیکو پرو                        | توهو                                          | $۱۹٬۰۰۰٬۰۰۰  | ۱۹۹۰ | [ ۳۹ ] |
| ۴۷        | دراگون بال زد: سوپر اندروید ۱۳                  | ژاپن             | توئی انیمیشن، آکیرا توریاما                                    | شرکت توئی                                     | $۱۸٬۹۰۰٬۰۰۰  | ۱۹۹۲ | [ ۲۷ ] |
| ۴۸        | همین دیروز                                      | ژاپن             | استودیو جیبلی                                                  | توکوما شوتن                                   | $۱۸٬۸۴۶٬۷۰۰  | ۱۹۹۱ | [ ۴۰ ] |
| ۴۹        | دراگون بال زد: بوجاک رهاشده                     | ژاپن             | توئی انیمیشن، آکیرا توریاما                                    | شرکت توئی                                     | $۱۸٬۷۰۰٬۰۰۰  | ۱۹۹۹ | [ ۳۶ ] |
| ۵۱        | مبارز خیابانی ۲                                 | ژاپن             | کپ‌کام، گروپ تاک، SEDIC، سونی میوزیک                            | شرکت توئی                                     | $۱۶٬۰۰۰٬۰۰۰  | ۱۹۹۴ | [ ۴۱ ] |

### پرفروش‌ترین فیلم‌ها بر پایهٔ سال
| سال  | عنوان                       | استودیو                     | ناخالص جهانی           |
| ---- | --------------------------- | --------------------------- | ---------------------- |
| ۱۹۹۰ | امدادگران: مأموریت زیرزمینی | $۴۷٬۴۳۱٬۴۶۱                 | TBD                    |
| ۱۹۹۱ | دیو و دلبر                  | $۴۲۴٬۹۶۷٬۶۲۰ ($۳۵۱٬۸۶۳٬۳۶۳) | $۲۵٬۰۰۰٬۰۰۰            |
| ۱۹۹۲ | علاءالدین                   | $۵۰۴٬۰۵۰٬۲۱۹                | $۲۸٬۰۰۰٬۰۰۰            |
| ۱۹۹۳ | کابوس قبل از کریسمس         | $۸۱٬۸۷۷٬۰۶۹ ($۵۰٬۰۰۳٬۰۴۳)*  | $۱۸٬۰۰۰٬۰۰۰            |
| ۱۹۹۴ | شیرشاه                      | $۹۶۸٬۴۸۳٬۷۷۷ ($۷۶۶٬۹۶۴٬۱۳۲) | $۴۵٬۰۰۰٬۰۰۰–۷۹٬۳۰۰٬۰۰۰ |
| ۱۹۹۵ | داستان اسباب‌بازی            | $۳۷۳٬۵۵۴٬۰۳۳ ($۳۶۱٬۹۵۸٬۷۳۶) | $۳۰٬۰۰۰٬۰۰۰            |
| ۱۹۹۶ | گوژپشت نتردام               | $۳۲۵٬۳۳۸٬۸۵۱                | $۱۰۰٬۰۰۰٬۰۰۰           |
| ۱۹۹۷ | هرکول                       | $۲۵۲٬۷۱۲٬۱۰۱                | $۸۵٬۰۰۰٬۰۰۰            |
| ۱۹۹۸ | زندگی یک حشره               | $۳۶۳٬۲۵۸٬۸۵۹                | $۱۲۰٬۰۰۰٬۰۰۰           |
| ۱۹۹۹ | داستان اسباب‌بازی ۲          | $۴۹۷٬۳۶۶٬۸۶۹ ($۴۸۵٬۰۱۵٬۱۷۹) | $۹۰٬۰۰۰٬۰۰۰            |

- *فقط فروش در کانادا و ایالات متحده